# Црнонога мачка
Црнонога мачка (лат. Felis nigripes) је врста сисара из реда звери и породице мачака (Felidae).

## Распрострањење
Ареал црноноге мачке покрива средњи број држава. Врста је присутна у Зимбабвеу, Јужноафричкој Републици, Анголи, Боцвани, Намибији и (непотврђено) Лесоту.

## Станиште
Станишта црноноге мачке су саване, травна вегетација, полупустиње и пустиње до 2.000 метара.

## Угроженост
Ова врста се сматра рањивом у погледу угрожености врсте од изумирања.